# Агротероризм
Агротероризм (аграрний тероризм, сільськогосподарський тероризм, продовольчий тероризм) — діяльність, спрямована на порушення або знищення сільськогосподарської промисловості та/або системи продовольства населення шляхом «використання рослинних або тваринних збудників, щоб викликати руйнівне захворювання у сільськогосподарських секторах». Поняття тісно пов'язане з концепціями біологічної війни, хімічної війни та ентомологічної війни, за винятком здійснення акту недержавними партіями.
Існує кілька різних типів продовольчого тероризму. Найпоширенішим типом є руйнування сільськогосподарських угідь. Це може бути зроблено шляхом підпалу, вибухів або використання отрутохімікатів. Руйнування сільськогосподарських угідь може призвести до зниження врожаю та підвищення цін на продукти харчування.
Інший тип продовольчого тероризму – це блокування поставок продовольства. Це може бути зроблено шляхом обстрілу або захоплення портів, знищення транспортних систем або запровадження санкцій. Блокування поставок продовольства може призвести до голоду та недоїдання в країнах, які залежать від імпорту продовольства.
Третій тип продовольчого тероризму – це розповсюдження шкідливих речовин у продуктах харчування. Це може бути зроблено шляхом додавання отруйних речовин у воду, продукти харчування або корм для тварин. Розповсюдження шкідливих речовин у продуктах харчування може призвести до масових отруєнь і смертей.
Продовольчий тероризм є серйозною загрозою для світової безпеки. Важливо запобігти продовольчому тероризму та допомогти людям, які постраждали від нього.

## Термін
Термін агротероризму, як і агротерор та агробезпека, були придумані ветеринарний патологом Коррі Брауном та письменником Есмондом Чууке у вересні 1999 року задля поширення важливості цієї теми.
На публіці слово агротероризм вперше було використане у звіті доктора Брауна 22 вересня 1999 р. У 2000 році стаття доктора Брауна щодо нових захворювань тварин (Американське Суспільство Мікробіології) стала початком активного вживання понять у повсякденному житті.
Оксфордський словник зараз визнає слово Агротероризм та похідні від нього.

## Теорія
У регуляторній та загальнодоступній програмі Клемсонського університету перераховано «хвороби, викликані комахами» серед сценаріїв біотероризму і вони вважаються «найімовірнішими». Оскільки інвазивні хвороби вже є проблемою в усьому світі, один ентомолог з університету Небраски-Лінкольна заявив, що буде важко, або навіть неможливо визначити джерела появи нових сільськогосподарських шкідників.
Локвуд розглядає комах як найбільш ефективний засіб передачі біологічних агентів для актів біотероризму.

## Приклади агротероризму
- У 1984 році в Індії група Сікхів під назвою Акал Тахт розповсюдила отруту у продукті харчування, що призвело до загибелі понад 3000 людей.
- У 1996 році в Японії група Аум Шінрікьо розповсюдила нервово-паралітичну речовину зарин у метро Токіо, що призвело до загибелі 14 людей і поранення понад 6000 людей.
- У 2002 році в Ємені бойовики Аль-Каїди захопили німецьке судно MV Limburg, що перевозило нафту, і вибухнули його, що призвело до загибелі двох моряків.
- У 2016 році бойовики Ісламської держави (ІДІЛ) захопили місто Ракка в Сирії і почали грабувати зернові склади та знищувати сільськогосподарські угіддя. Це призвело до того, що мільйони людей залишилися без їжі.
- У 2017 році бойовики хуситів у Ємені почали обстрілювати порти, що призвело до зупинки поставок продовольства.
- У 2022-2023 році Росія вторглася в Україну. Російські війська обстріляли сільськогосподарські угіддя та зернові склади, що призвело до знищення сільгосппродукції та перешкодило збиранню врожаю. Російські війська також блокували українські порти, що призвело до зупинки експорту сільгосппродукції. Внаслідок цих проблем мільйони людей в Україні, включаючи анексовані території України Російською Федерацією та в усьому світі зараз страждають від голоду або недоїдання. Ситуація з продовольчою безпекою в Україні та в усьому світі може погіршитися, якщо російська війна триватиме. Була підписана Чорноморська зернова ініціатива, з якої РФ 17 липня 2023 року оголосила про зупинку дії "зернової угоди". Також Росія оголосила про відкликання гарантій безпеки судноплавства в рамках Чорноморської зернової ініціативи. За 4 доби (з 18 по 21 липня) збройні сили рф запустили по об'єктах інфраструктури, в тому числі портової та аграрної промисловості, близько 157 засобів ураження. З них: 28 ракет "Калібр", 12 крилатих ракет Х-22 та 19 крилатих ракет "Онікс", 86 ударних БпЛА.